# Nikola Mektić
Nikola Mektić (sinh ngày 24 tháng 12 năm 1988) là một vận động viên quần vợt chuyên nghiệp người Croatia sở trường ở nội dung đôi. Sau khi vượt qua tốt cấp ATP Challenger Tour và đã có thứ hạng đánh đơn cao nhất là vị trí số 213 (vào ngày 6 tháng 5 năm 2013) , năm 2016 anh đã bắt đầu đánh ở đôi. Cùng vào năm đó, Mektić đã lần đầu vào vòng chung kết nội dung đôi ATP đầu tiên tại Croatia Open ở Umag. Kể từ sau đó, anh đã giành được 4 danh hiệu đôi ATP (trong đó có sự kiện Masters 1000 Mutua Madrid Open 2018) và vào vòng bán kết của Giải quần vợt Wimbledon 2017. Vào Tháng 6 năm 2018, anh đã lần thứ hai vào vòng bán kết tại Giải quần vợt Pháp Mở rộng 2018, khi anh đã đạt được thứ hạng đánh đôi cao nhất là vị trí số 8. Cùng vào tháng này, anh đã có được số tiền thưởng 1,000 000 $ trong sự nghiẹp của anh.

## Các trận chung kết quan trọng

### Masters 1000

#### Đôi: 1 (1 danh hiệu)
| Kết quả | Năm  | Giải đấu | Mặt sân | Đồng đội       | Đối thủ              | Tỉ số       |
| ------- | ---- | -------- | ------- | -------------- | -------------------- | ----------- |
| Vô địch | 2018 | Madrid   | Đất nện | Alexander Peya | Bob Bryan Mike Bryan | 5–3 bỏ cuộc |

## Chung kết sự nghiệp ATP

### Đôi: 9 (4 danh hiệu, 5 á quân)
| Chú thích                         |
| --------------------------------- |
| Giải Grand Slam (0–0)             |
| ATP World Tour Finals (0–0)       |
| ATP World Tour Masters 1000 (1–0) |
| ATP World Tour 500 Series (0–1)   |
| ATP World Tour 250 Series (3–4)   |

| Danh hiệu theo mặt sân |
| ---------------------- |
| Cứng (2–2)             |
| Đất nện (2–3)          |
| Cỏ (0–0)               |

| Danh hiệu theo lắp đặt |
| ---------------------- |
| Ngoài trời (3–4)       |
| Trong nhà (1–1)        |

| Kết quả | T-B | Ngày             | Giải đấu                        | Thể loại     | Mặt sân  | Đồng đội        | Đối thủ                             | Tỉ số            |
| ------- | --- | ---------------- | ------------------------------- | ------------ | -------- | --------------- | ----------------------------------- | ---------------- |
| Loss    | 0–1 | Th7 năm 2016     | Croatia Open, Croatia           | 250 Series   | Clay     | Antonio Šančić  | Martin Kližan David Marrero         | 4–6, 2–6         |
| Win     | 1–1 | Th2 năm 2017     | Memphis Open, United States     | 250 Series   | Hard (i) | Brian Baker     | Ryan Harrison Steve Johnson         | 6–3, 6–4         |
| Win     | 2–1 | Th4 năm 2017     | Hungarian Open, Hungary         | 250 Series   | Hard     | Brian Baker     | Juan Sebastián Cabal Robert Farah   | 7–6(7–2), 6–4    |
| Loss    | 2–2 | Th10 năm 2017    | Shenzhen Open, China            | 250 Series   | Hard     | Nicholas Monroe | Alexander Peya Rajeev Ram           | 3–6, 2–6         |
| Loss    | 2–3 | Th2 năm 2018     | Sofia Open, Bulgaria            | 250 Series   | Hard (i) | Alexander Peya  | Robin Haase Matwé Middelkoop        | 7–5, 4–6, [4–10] |
| Loss    | 2–4 | Th2 năm 2018     | Rio Open, Brazil                | 500 Series   | Clay     | Alexander Peya  | David Marrero Fernando Verdasco     | 7–5, 5–7, [8–10] |
| Win     | 3–4 | Th4 năm 2018     | Grand Prix Hassan II, Morocco   | 250 Series   | Clay     | Alexander Peya  | Benoît Paire Édouard Roger-Vasselin | 7–5, 3–6, [10–7] |
| Loss    | 3–5 | tháng 5 năm 2018 | Bavarian Championships, Germany | 250 Series   | Clay     | Alexander Peya  | Ivan Dodig Rajeev Ram               | 3–6, 5–7         |
| Win     | 4–5 | tháng 5 năm 2018 | Madrid Open, Spain              | Masters 1000 | Clay     | Alexander Peya  | Bob Bryan Mike Bryan                | 5–3, ret.        |

## Danh hiệu ATP Challenger và ITF Futures

### Đơn: (15)
| Challengers (0) |
| Futures (15)    |

| Số  | Ngày                      | Giải đấu                         | Mặt sân | Đối thủ           | Tỉ số          |
| --- | ------------------------- | -------------------------------- | ------- | ----------------- | -------------- |
| 1.  | ngày 25 tháng 5 năm 2008  | Brčko, Bosna và Hercegovina      | Clay    | Dennis Blömke     | 6–2, 6–3       |
| 2.  | ngày 10 tháng 5 năm 2009  | Doboj, Bosna và Hercegovina      | Clay    | Ivan Bjelica      | 7–6, 4–6, 6–3  |
| 3.  | ngày 31 tháng 5 năm 2009  | Brčko, Bosna và Hercegovina      | Clay    | Aleksander Slović | 7–6, 7–5       |
| 4.  | ngày 23 tháng 8 năm 2009  | Vinkovci, Croatia                | Clay    | Ismar Gorčić      | 7–6, 7–6       |
| 5.  | ngày 30 tháng 8 năm 2009  | Čakovec, Croatia                 | Clay    | Attila Balázs     | 6–3, 7–5       |
| 6.  | ngày 6 tháng 9 năm 2009   | Osijek, Croatia                  | Clay    | Aldin Šetkić      | 2–6, 6–4, 6–2  |
| 7.  | ngày 6 tháng 6 năm 2010   | Rogaška Slatina, Slovenia        | Clay    | Denys Molchanov   | 6–3, 4–2 ret.  |
| 8.  | ngày 18 tháng 7 năm 2010  | Fano, Italy                      | Clay    | Stefano Ianni     | 6–2, 6–0       |
| 9.  | ngày 27 tháng 2 năm 2011  | Zagreb, Croatia                  | Clay    | Michael Lammer    | 7–6, ret.      |
| 10. | ngày 27 tháng 5 năm 2012  | Prijedor, Bosna và Hercegovina   | Clay    | Marin Bradarić    | 5–7, 7–5, 6–0  |
| 11. | ngày 3 tháng 6 năm 2012   | Bled, Slovenia                   | Clay    | Marcel Zimmermann | 1–6, 6–2, 6–4  |
| 12. | ngày 29 tháng 9 năm 2013  | Sokobanja, Serbia                | Clay    | Marc Rath         | 6–6, 5–2, ret. |
| 13. | ngày 13 tháng 10 năm 2013 | Solin, Croatia                   | Clay    | Mate Delić        | 7–6, 7–6       |
| 14. | ngày 2 tháng 3 năm 2014   | Trento, Italy                    | Carpet  | Roman Jebavý      | 6–3, 5–7, 6–1  |
| 15. | ngày 26 tháng 10 năm 2014 | Jablonec nad Nisou, Cộng hòa Séc | Carpet  | Jan Hernych       | 6–4, 6–4       |

### Đôi: (15)
| Challengers (9) |
| Futures (6)     |

## Thống kê sự nghiệp đôi
Tính đến Mutua Madrid Open 2018.
| Giải đấu                    | 2006     | 2007     | 2008     | 2009  | 2010  | 2011  | 2012  | 2013  | 2014  | 2015  | 2016  | 2017  | 2018  | SR     | W–L   |
| --------------------------- | -------- | -------- | -------- | ----- | ----- | ----- | ----- | ----- | ----- | ----- | ----- | ----- | ----- | ------ | ----- |
| Giải Grand Slam             |          |          |          |       |       |       |       |       |       |       |       |       |       |        |       |
| Úc Mở rộng                  | A        | A        | A        | A     | A     | A     | A     | A     | A     | A     | A     | 3R    | 2R    | 0 / 2  | 3–2   |
| Pháp Mở rộng                | A        | A        | A        | A     | A     | A     | A     | A     | A     | A     | A     | 1R    |       | 0 / 1  | 0–1   |
| Wimbledon                   | A        | A        | A        | A     | A     | A     | A     | A     | A     | A     | 1R    | SF    |       | 0 / 2  | 4–2   |
| Mỹ Mở rộng                  | A        | A        | A        | A     | A     | A     | A     | A     | A     | A     | A     | 1R    |       | 0 / 1  | 0–1   |
| Thắng-Bại                   | 0–0      | 0–0      | 0–0      | 0–0   | 0–0   | 0–0   | 0–0   | 0–0   | 0–0   | 0–0   | 0–1   | 6–4   | 1–1   | 0 / 6  | 7–6   |
| ATP World Tour Masters 1000 |          |          |          |       |       |       |       |       |       |       |       |       |       |        |       |
| Indian Wells Masters        | A        | A        | A        | A     | A     | A     | A     | A     | A     | A     | A     | 1R    | 1R    | 0 / 2  | 0–2   |
| Miami Masters               | A        | A        | A        | A     | A     | A     | A     | A     | A     | A     | A     | QF    | QF    | 0 / 2  | 4–2   |
| Monte-Carlo Masters         | A        | A        | A        | A     | A     | A     | A     | A     | A     | A     | A     | A     | A     | 0 / 0  | 0–0   |
| Madrid Open                 | A        | A        | A        | A     | A     | A     | A     | A     | A     | A     | A     | A     | W     | 1 / 1  | 5–0   |
| Rome Masters                | A        | A        | A        | A     | A     | A     | A     | A     | A     | A     | A     | 2R    |       | 0 / 1  | 1–1   |
| Rogers Cup                  | A        | A        | A        | A     | A     | A     | A     | A     | A     | A     | A     | 1R    |       | 0 / 1  | 0–1   |
| Cincinnati Masters          | A        | A        | A        | A     | A     | A     | A     | A     | A     | A     | A     | 1R    |       | 0 / 1  | 0–1   |
| Thượng Hải Masters          | Not Held | Not Held | Not Held | A     | A     | A     | A     | A     | A     | A     | A     | 1R    |       | 0 / 1  | 0–1   |
| Paris Masters               | A        | A        | A        | A     | A     | A     | A     | A     | A     | A     | A     | 1R    |       | 0 / 1  | 0–1   |
| Thắng-Bại                   | 0–0      | 0–0      | 0–0      | 0–0   | 0–0   | 0–0   | 0–0   | 0–0   | 0–0   | 0–0   | 0–0   | 3–7   | 7–2   | 1 / 10 | 10–9  |
| Giải đấu đại diện quốc gia  |          |          |          |       |       |       |       |       |       |       |       |       |       |        |       |
| Davis Cup                   | A        | A        | A        | A     | A     | PO    | A     | A     | A     | A     | A     | 1R    | SF    | 0 / 1  | 3–0   |
| Thống kê sự nghiệp          |          |          |          |       |       |       |       |       |       |       |       |       |       |        |       |
| Giải đấu                    | 1        | 0        | 1        | 1     | 0     | 1     | 0     | 1     | 1     | 1     | 5     | 28    | 13    | 53     | 53    |
| Danh hiệu / Chung kết       | 0 / 0    | 0 / 0    | 0 / 0    | 0 / 0 | 0 / 0 | 0 / 0 | 0 / 0 | 0 / 0 | 0 / 0 | 0 / 0 | 0 / 1 | 2 / 3 | 2 / 5 | 4 / 9  | 4 / 9 |
| Tổng số Thắng-Bại           | 0–1      | 0–0      | 0–1      | 0–1   | 0–0   | 0–1   | 0–0   | 0–1   | 0–1   | 0–1   | 4–5   | 34–26 | 24–11 | 62–49  | 62–49 |
| Xếp hạng cuối năm           | 1430     | 755      | 517      | 442   | 265   | 670   | 236   | 261   | 276   | 177   | 74    | 32    |       | 56%    | 56%   |